# Línea 03 (Subús de Alicante)
La línea 03 de autobús de Alicante realiza el trayecto entre los barrios de Ciudad de Asís y el barrio de Colonia Requena, cruzando la ciudad por las vías más importantes de suroeste a noreste. 

## Recorrido
El autobús sale de los barrios de la La Florida y atraviesa las principales vías de la ciudad, desde las avenidas de Orihuela y Aguilera accede al centro a través de la de Maisonnave y, después de pasar por la calle del Teatro, sube hacia el norte por la calle de San Vicente hasta llegar al Hospital Provincial de Alicante; para finalmente llegar a su destino en la Colonia Requena.
Se trata de una de las líneas de mayor afluencia de la ciudad tanto por su frecuencia (la más alta de todas las líneas) como por atravesar los principales puntos de la ciudad, siendo una opción de transporte muy cómoda para una gran parte de los habitantes de la ciudad. Presenta conexión con el Centro de Especialidades Médicas Florida-Babel, el Palacio de Justicia de Alicante, la sede de la ONCE en Alicante, los mercados municipales de Babel y Benalúa, la estación de ferrocarril, los comercios de la avenida de Maisonnave, el Teatro Principal de Alicante, la plaza de toros de Alicante, el Hospital Provincial de Alicante y diversos centros de estudio y ocio.

### 03N (autobús nocturno)
El autobús nocturno del 03 extiende su término hasta el barrio de Villafranqueza y modifica ligeramente su recorrido para hacer un trayecto más directo por el centro. Circula únicamente viernes, sábados y vísperas de festivo. El 03N es, junto con el 22N la única línea nocturna urbana.

## Horarios
El autobús diurno presenta la frecuencia más alta de la red de autobuses con una expedición por cada ocho minutos de media entre semana, cada once minutos los sábados y 16 minutos los domingos. El nocturno realiza una expedición cada 90 minutos.

## Paradas

### Diurno
| Ida    | Ida                                      | Ida                    | Vuelta | Vuelta                                | Vuelta               |
| ------ | ---------------------------------------- | ---------------------- | ------ | ------------------------------------- | -------------------- |
| Código | Nombre                                   | Conexiones             | Código | Nombre                                | Conexiones           |
| 4100   | Cefeo 6                                  | 192                    | 4113   | Esmeralda                             | 11, 11H, 17          |
| 4101   | Cefeo 30                                 | 192                    | 3034   | Pintor Gastón Castelló 23             | 03N, 17,             |
| 4102   | Cefeo 42                                 | 192                    | 3036   | Maestro Alonso - Via Parque           | 03N, 17              |
| 4103   | Orihuela 59                              | 03N, 07, 192           | 3046   | Maestro Alonso - Colombia             | 03N, 17              |
| 4104   | Orihuela 23                              | 03N, 07, 192           | 3038   | Maestro Alonso III - Hospital General | 01,                  |
| 4105   | Orihuela 7                               | 03N, 192               | 3039   | Maestro Alonso 49                     | 01, 03N              |
| 3504   | Aguilera 55                              | 03N, 04, 36, 192       | 3040   | Jijona 23                             | 01, 03N, 04, 13      |
| 4106   | Aguilera 35 - Mercado Benalúa            | 03N, 04, 07, 192       | 4114   | Plaza de España 5                     | 01, 03N, 192         |
| 4107   | Aguilera 17                              | 03N, 04, 07, 192       | 4115   | Calderón de la Barca 21               | 03N, 24N             |
| 4108   | Maisonnave 47 II                         | 03N, 05, 12, 27        | 4116   | Alfonso el Sabio 16                   | 03N, 06, 09, 192     |
| 4109   | Maisonnave 31 - Portugal                 | 03N, 05, 12, 192       | 4264   | Federico Soto 13                      | 03N, 05, 12,         |
| 3914   | Teatro 37                                | 02, 21, 22             | 4117   | Maisonnave 6                          | 03N, 05, 12, 27, 192 |
| 3915   | Plaza Ruperto Chapí 3                    | 02, 21, 22             | 4118   | Maisonnave 42                         | 03N, 12, TURI        |
| 2902   | San Vicente 20                           | 01, 03N, 24, 24N, 192, | 4119   | Aguilera 10                           | 03N, 07, 192         |
| 4111   | Plaza de España 7 - Plaza de Toros I     | 01, 03N, 192, TURI     | 4120   | Aguilera 40                           | 04, 07, 192          |
| 3916   | Jijona 32                                | 01, 03N, 04, 13        | 3521   | Aguilera 66                           | 03N, 04, 36, 192     |
| 3001   | Jijona 54                                | 01, 03N, 04, 13        | 4121   | Orihuela 22-24                        | 03N, 07, 192         |
| 3917   | Maestro Alonso 70                        | 01, 03N                | 4122   | Orihuela 72                           | 03N, 07, 192         |
| 3003   | Maestro Alonso - Hospital General        | 01, 03N,               | 4123   | Orihuela 108                          | 03N, 07, 192         |
| 3004   | Maestro Alonso 192 - Alcolecha           | 01, 03N, 17            | 4124   | Orihuela 120                          | 03N, 07, 192         |
| 3005   | Maestro Alonso 196                       | 01, 03N, 17,           | 4125   | Víctor de la Serna 14                 | 192                  |
| 3045   | Gastón Castelló - Santa Cruz de Tenerife | 03N                    | 4133   | Águila 36                             | 192                  |
| 4145   | Olivino 4                                | 11, 11H, 17            | 4128   | Victoriano Ximenez de Couder 49       | 192                  |
| 4112   | Olivino frente 17                        | 11, 11H, 17            | 4129   | Victoriano Ximenez de Couder 19       | 192                  |
| 4113   | Esmeralda                                | 11, 11H, 17            | 4130   | Victoriano Ximenez de Couder 11       | 192                  |
|        |                                          |                        | 4100   | Cefeo 6                               | 192                  |

### Nocturno
| Ida    | Ida                                      | Ida        | Vuelta | Vuelta                                | Vuelta     |
| ------ | ---------------------------------------- | ---------- | ------ | ------------------------------------- | ---------- |
| Código | Nombre                                   | Conexiones | Código | Nombre                                | Conexiones |
| 4197   | Plaza de la Luna                         |            | 3013   | Músico José Torregrosa 2              |            |
| 4205   | Ocaña 17                                 |            | 3030   | Músico José Torregrosa 40             |            |
| 4206   | Orihuela 101                             |            | 3031   | Pintor Gastón Castelló 76 II          |            |
| 3530   | Orihuela 91                              |            | 3032   | Pintor Gastón Castelló 66 II frente   |            |
| 4103   | Orihuela 59                              |            | 3033   | Gastón Castelló - Agatángelo Soler    |            |
| 4104   | Orihuela 23                              |            | 3034   | Pintor Gastón Castelló 23             |            |
| 4105   | Orihuela 7                               |            | 3036   | Maestro Alonso - Via Parque           |            |
| 3504   | Aguilera 55                              |            | 3046   | Maestro Alonso - Colombia             |            |
| 3524   | Aguilera - Los Doscientos                |            | 3003   | Maestro Alonso - Hospital General     |            |
| 4106   | Aguilera 35 - Mercado Benalúa            |            | 2983   | Maestro Alonso 85                     |            |
| 4107   | Aguilera 17                              |            | 3039   | Maestro Alonso 49                     |            |
| 4108   | Maisonnave 47 II                         |            | 2985   | Jijona 51                             |            |
| 4109   | Maisonnave 31 - Portugal                 |            | 3040   | Jijona 23                             |            |
| 2603   | Federico Soto 6                          |            | 4114   | Plaza de España 5                     |            |
| 4046   | Federico Soto 26                         |            | 4115   | Calderón de la Barca 21               | 24N        |
| 2503   | Alfonso el Sabio 27                      |            | 4116   | Alfonso el Sabio 16                   |            |
| 2604   | Alfonso el Sabio 15                      |            | 4264   | Federico Soto 13                      |            |
| 2902   | San Vicente 20                           | 24N,       | 4117   | Maisonnave 6                          |            |
| 4111   | Plaza de España 7 - Plaza de Toros I     |            | 4118   | Maisonnave 42                         |            |
| 3916   | Jijona 32                                |            | 4119   | Aguilera 10                           |            |
| 3001   | Jijona 54                                |            | 4120   | Aguilera 40                           |            |
| 2986   | Jijona 84                                |            | 3523   | Aguilera - Escultores Hermanos Blanco |            |
| 3917   | Maestro Alonso 70                        |            | 3521   | Aguilera 66                           |            |
| 2982   | Maestro Alonso 118                       |            | 4121   | Orihuela 22-24                        |            |
| 3003   | Maestro Alonso 154 - Hospital General    |            | 4122   | Orihuela 72                           |            |
| 3004   | Maestro Alonso 192 - Alcolecha           |            | 4123   | Orihuela 108                          |            |
| 3005   | Maestro Alonso 196                       |            | 4124   | Orihuela 120                          |            |
| 2984   | Maestro Alonso - Escritor Dámaso Alonso  |            | 3529   | Orihuela 128                          |            |
| 3045   | Gastón Castelló - Santa Cruz de Tenerife |            | 4259   | Orihuela 148                          |            |
| 3134   | Gastón Castelló - Jaspe                  |            | 4260   | Ocaña 20                              |            |
| 3008   | Pintor Gastón Castelló 54                |            | 4197   | Plaza de la Luna                      |            |
| 3009   | Pintor Gastón Castelló 66                |            |        |                                       |            |
| 3010   | Pintor Gastón Castelló 76                |            |        |                                       |            |
| 3011   | Músico José Torregrosa - Las Palmas      |            |        |                                       |            |
| 3012   | Los Postigos 16                          |            |        |                                       |            |
| 3048   | Vicente Blasco - Santa Catalina          |            |        |                                       |            |
| 3013   | Músico José Torregrosa 2                 |            |        |                                       |            |